# Tesla Pipeline
El Tesla Pipeline es un gasoducto que debe conectar el TurkStream — gasoducto que une Rusia con la Turquía europea — con Austria  (precisamente en el centro de despacho de Baumgarten), a través de Grecia, Bulgaria, Serbia y Hungría.
Desde 1 de enero de 2021, ha estado abasteciendo a Serbia.

## Descripción
El nombre de esta instalación hace referencia al inventor y al ingeniero de origen serbio Nikola Tesla.
De Turquía a Austria, se acordó ejecutar el gasoducto a través de Grecia, Bulgaria, Serbia y Hungría en para construirlo lo más rápido posible. Se ha llegado a un acuerdo entre Serbia, Bulgaria y Grecia. El gasoducto Tesla debe hacer un total de 1300 hasta 1400km, entre Turquía y Austria. Su capacidad sería de 27 mil millones de m3 por año; su entrada en servicio estaba prevista inicialmente para 2020.
En Serbia, el depósito de gas natural de Banatski Dvor vio aumentar su volumen en un 60%, pasando de 450 hasta750 millones de m3. En 2020, el volumen de almacenamiento aumentó de 750 millones a 2500 millones m3, un aumento de más del 240 %. La sección serbia de este oleoducto de 400 km fue inaugurada el 1 de enero de 2021 por el presidente serbio Aleksandar Vucic.